# 950年代
950年代（きゅうひゃくごじゅうねんだい）は、西暦（ユリウス暦）950年から959年までの10年間を指す十年紀。

## できごと

### 950年
- 950年頃 - トンガがトゥイ・トンガによって統一。
- 村上天皇が内裏歌合を催行。

### 951年
- 村上天皇が『後撰集』の編纂を下命。

### 955年
- 東フランク王オットー1世がレヒフェルトの戦いでマジャル人に勝利する。

### 957年
- キエフ大公国王母オリガが東方正教会に帰依する。

### 958年
- 高麗で科挙制度が採用される。